# 2 Phones
Singles de Kevin Gates
Really Really
(2015) Pride
(2015)
2 Phones est un single du rappeur américain Kevin Gates, sorti le 5 novembre 2015 en cinquième piste de son premier album studio, intitulé Islah. Étant parvenu à la 17e place du Billboard Hot 100, il s'agit du single de Kevin Gates le mieux classé dans les charts.

## Clip musical
Le clip musical de 2 Phones est publié sur le compte YouTube de Kevin Gates le 1er janvier 2016. Il est réalisé par Jon J, qui est également à l'origine des clips de Kno One et de Really Really de Kevin Gates,.

## Classements
| Chart (2015–16)                | Meilleur rang |
| ------------------------------ | ------------- |
| Canada (Hot 100)               | 52            |
| États-Unis (Hot 100)           | 17            |
| États-Unis (R&B/Hip-Hop Songs) | 3             |
| États-Unis (Rhythmic)          | 4             |

## Certifications
| Région | Certification | Ventes/Streams |
| --- | ------------- | -------------- |
| États-Unis (RIAA) | 2 × Platine   | 2 000 000‡     |
| *Ventes selon la certification ^Mise en rayon selon la certification xNon précisé par la certification ‡ventes/streaming selon la certification |               |                |